# Rue du Commandant-Schloesing
La rue du Commandant-Schloesing est une voie du 16e arrondissement de Paris, en France.

## Situation et accès
La rue du Commandant-Schlœsing est une voie publique située dans le 16e arrondissement de Paris. Elle débute au 1, place José-Marti (avenue Paul-Doumer) et se termine au 6, rue Pétrarque.
Elle est desservie par les lignes 6 et 9 à la station de métro  Trocadéro.

## Origine du nom
Cette rue est nommée d’après Jacques-Henri Schloesing (1919-1944), un aviateur qui s'est illustré au cours de la Seconde Guerre mondiale.

## Historique
Cette voie, de l'ancienne commune de Passy, qui commençait autrefois rue Franklin et portait initialement le nom de « rue des Réservoirs », fut classée dans la voirie parisienne par un décret du 23 mai 1863,.
Elle devait son nom originel à sa proximité avec les petits réservoirs de Passy (à ne pas confondre avec les réservoirs de Passy, dans le même arrondissement mais plus au nord). Situés sur le pourtour sud-ouest de la rue, ils sont construits en 1828. Alimentés par l'usine d'Auteuil, ils accueillent dans leurs bassins de l'eau destinée au service public d'Auteuil et de Passy et aux particuliers, vendue à des porteurs d'eau qui s'occupaient de la livraison. Désaffectés aux alentours de 1900, les vestiges des réservoirs sont détruits entre 1924 et 1933 lors du percement de l'avenue Paul-Doumer.
La rue prend sa dénomination actuelle par un arrêté du 27 novembre 1964.
L’actrice Dany Robin, qui habitait rue du Commandant-Schloesing, meurt dans l'incendie de son appartement, en 1995.

## Bâtiments remarquables et lieux de mémoire

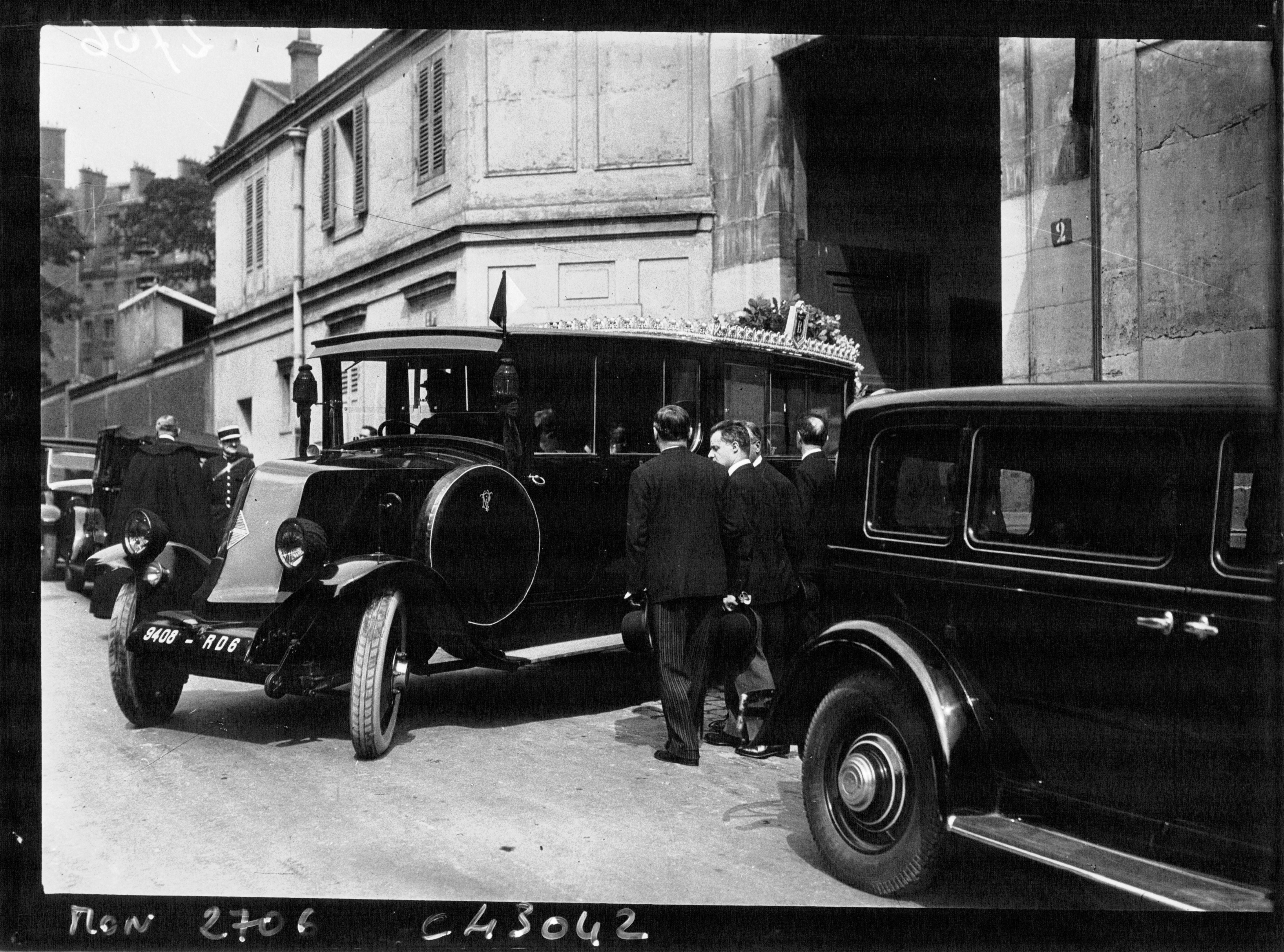
Sortie du cimetière en 1932.

- Au no 2 se trouve l'entrée du cimetière de Passy[1].
- Au no 6 se trouvent la bibliothèque municipale Germaine-Tillion et la bibliothèque du tourisme et des voyages. Cet ensemble constitue l'un des deux seuls sites du 16e arrondissement à compter des bibliothèques publiques (l'autre étant situé rue de Musset, à Auteuil).
- La rue longe la place José-Marti.

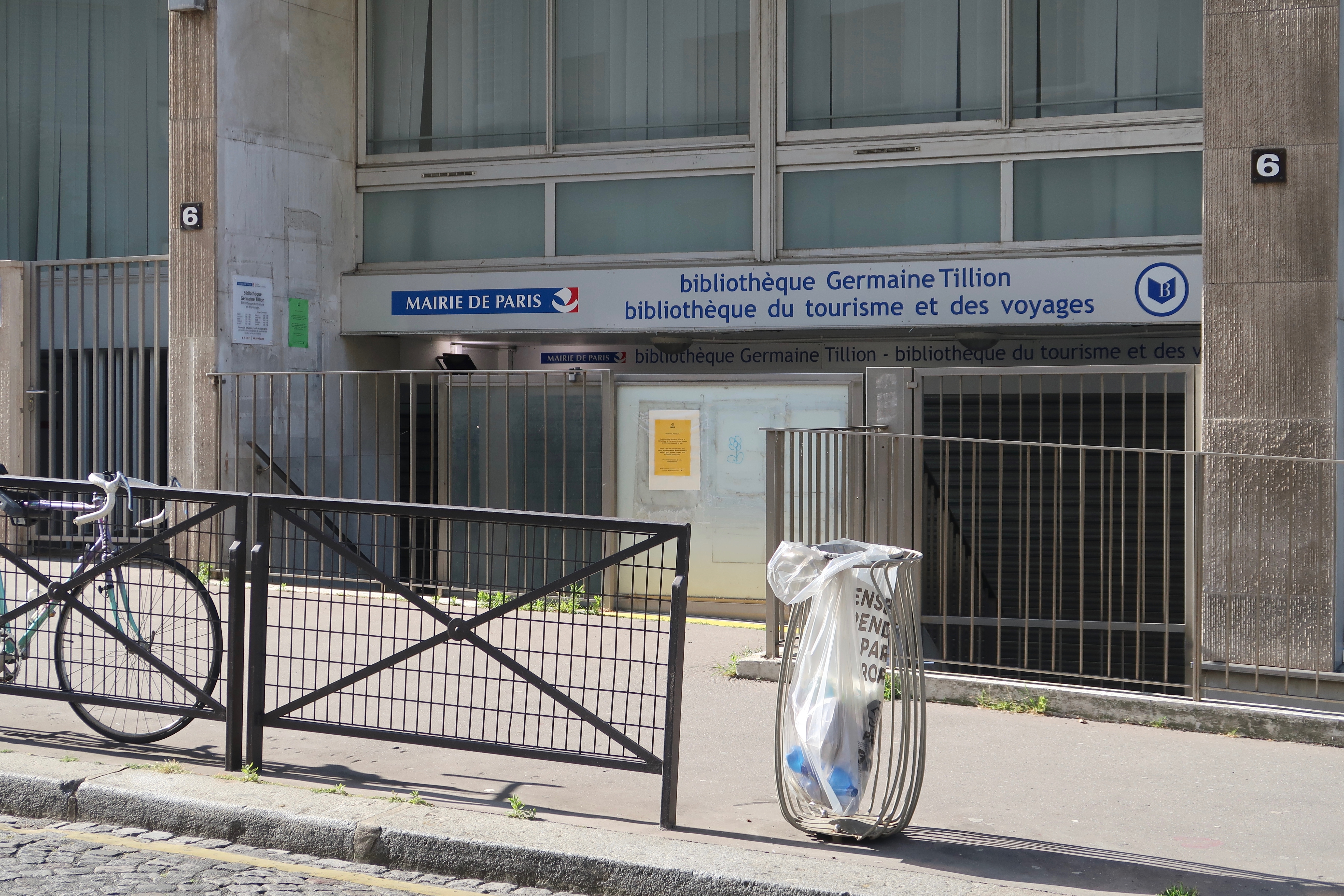
No 6.